# 윌리엄 헨리 요새 전투
윌리엄 헨리 요새 전투(Siege of Fort William Henry)는 프렌치 인디언 전쟁이 벌어지던 1757년 8월 루이조제프 드 몽칼름이 이끄는 프랑스군과 윌리엄 헨리 요새를 지키던 영국군 사이에 벌어진 프렌치 인디언 전쟁 중의 전투이다. 조지 호수 남쪽에 위치한 이 요새의 포위전에서 병력이 부족한 영국은 항복하고 요새를 철수하기로 했지만, 그 때 프랑스와 동맹을 맺고 있던 인디언에 의해 영국군에 학살 행위가 일어났다. 이 행위에서의 사망자는 당초 1,500명 정도라고 알려져 있었지만, 현대의 조사는 200여명에도 미치지 못하는 것으로 보고 있다.

## 배경
1754년, 영국과 프랑스 사이에서 북아메리카의 식민지 (현재 펜실베이니아 서부와 뉴욕 북부)을 둘러싸고 프렌치 인디언 전쟁이 발발했다. 개전 후 처음 몇 년 동안은 영국에게 별 유리할 것이 없었다. 1755년, 에드워드 브래독 장군에 의한 브래독 원정이 모논가헤라 전투에서 참담한 결과로 끝났고, 다음 해 1756년, 영국 군사령부는 아무런 전략도 세울 수 없었다. 영국군은 크게 후퇴했지만, 루이조제프 드 몽칼름이 이끄는 프랑스군과 인디언의 동맹군은 1756년 8월 오스위고 요새 전투에서 주둔 부대를 포로로 잡고 요새를 파괴했다. 그 한 달 전인 1756년 7월에는 브래독의 사후 임시로 영국군의 지휘를 맡은 윌리엄 셜리 대신, 로던 백작이 북아메리카의 영국군 지휘관이 되었다.

### 퀘벡 원정 계획
1757년 로던 경이 세운 작전은 1756년 9월에 영국 본국 정부에 제출되었고, 뉴프랑스의 중심지인 퀘벡에 원정대를 파견하는 것에 초점을 맞추고 있었다. 이것은 순수하게, 뉴프랑스의 국경을 따라, 얼마나 방어할 것인가, 그 전략을 가다듬는 것으로, 올버니와 몬트리올의 중간에 위치한 경로인 허드슨강과 챔플레인 호수도 원정로에 포함되어 있었다. 1755년 조지 호수 전투에 이어, 프랑스군은 카리용 요새(현 타이컨더로가요새)를 챔플레인 호수의 남쪽에 건설하고, 반면 영국군은 조지 호수의 남쪽에 윌리엄 헨리 요새를 짓고 있으며, 그 16마일 (26 km) 남쪽에 에드워드 요새를 세우고 있었다. 이 두 요새 사이에는 조지 호수를 중심으로 자연 그대로의 모습이 남아 있으며, 사학자 이안 스틸의 저술에 따르면 “조지 호수는 군을 위해 존재하는 것 같은 수로이다. 적의 포격 등 고작 몇 일 밖에 걸리지 않는다”고 설명하고 있다.

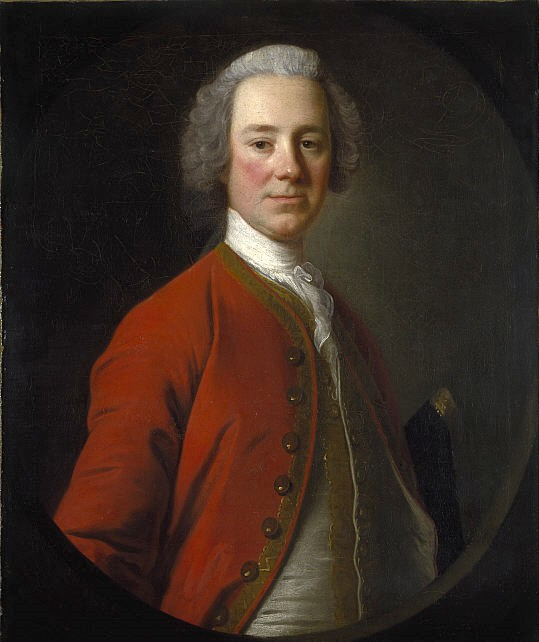
로던 경, 앨런 램지 작

로던의 전략은 퀘벡에 원정대가 시기적절하게 도착하는 것이 핵심이었다. 그래서 프랑스군이 변방의 목표물로 이동할 기회를 주지 않는 것이었으며, 세인트로렌스강을 따라 캐나다 지방의 핵심 지역을 방어하는 것을 전제로 했다. 그러나 7년 전쟁의 진행에 따른 정치적 혼란으로 런던의 본국 정부는 북미와 유럽, 쌍방의 세력 변화가 혼란을 초래하여, 윌리엄 피트가 군사를 장악하게 되었다. 따라서 로던이 원정 계획에 대해 런던에서 답변을 받은 것은 1757년 3월이 되고 나서였다. 이 답변이 오기 전에 로던은 퀘벡 원정 계획을 보다 발전시켜 13개 식민지의 총독들과 함께 국경을 협력하여 지키고 민병대에 각 지역을 할당하는 것을 생각하고 있었다. 1757년 3월에, 윌리엄 피트의 명령서가 최종적으로 도착하였고, 첫 번째 표적으로 일 아얄 (현재 케이프 브르타뉴 섬)의 대서양 연안에 있는 루이버러 요새 원정이 계획되었다. 보급 불안은 없었지만, 신천지에서 무슨 일이 일어날 지에 대해 크게 우려했다. 세인트로렌스 강에 상주하는 프랑스군은 루이버러에 원군은 너무 멀어서 불가능하겠지만 결과적으로 신천지 곳곳에서 돌아다니는 것이 가능하다고 생각했기 때문이다. 로던은 루이버러 원정을 위해 최고의 부대를 선발하고, 뉴욕 식민지 신천지의 지휘관으로, 다니엘 웹 준장을 배치했다. 웹에게 2,000명의 정규군이 주어졌고, 주로 제 35 보병연대와 제 60 보병연대로 구성되어 있었다. 13개 식민지에서 5,000명의 민병대가 참여했다.

### 프랑스군의 계획

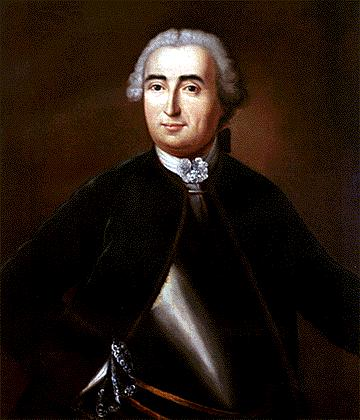
몽칼름 장군의 초상화

1756년의 오스위고 요새 승리 후 몽칼름은 윌리엄 헨리 요새에서 영국과 교전할 기회를 노리고 있었다. 이 요새는 카리용 요새를 공격하는데, 영국에게 기습 공격을 할 수 있는 여건을 제공해 주었기 때문이다. 몽칼름은 처음에는 영국군의 배치도 모랐고, 윌리엄 헨리 요새를 공격하는데 주저했다. 그 해 봄, 런던에서 입수한 첩보를 통해 영국의 표적이 루이버러 같다는 말을 들었다.